# Polegar (álbum de 1990)
Polegar é o segundo álbum de estúdio do grupo musical homônimo, lançado em 1990, pela gravadora Continental, atual Warner Music. Trata-se do último disco do grupo a ser lançado com a formação original, da qual participava os integrantes: Alan Frank, Alex Gill, Ricardo Costa e Rafael Ilha. Musicalmente, o álbum segue a sonoridade pop e pop rock de seu antecessor. A maior parte das canções são versões de músicas internacionais, sobretudo do grupo juvenil mexicano Timbiriche.
O lançamento ocorreu após o sucesso da primeira música de trabalho, intitulada Ela Não Liga, que alcançou altas posições nas rádios brasileiras. O sucesso da canção contribuiu para o êxito comercial de Polegar, cujas vendas ultrapassaram as 250 mil cópias no Brasil, tornando-se, dessa forma, elegível para receber um disco de platina. 
A divulgação do trabalho contou com shows e aparições em programas da televisão no Brasil, tais como o Viva a Noite, do apresentador Gugu Liberato, e o Domingão do Faustão, de Fausto Silva. Ao mesmo tempo, o grupo ficou em evidência por ter aparecido no filme Uma Escola Atrapalhada, junto com os Os Trapalhões. Após os trabalhos com divulgação e promoção, o integrante Rafael Ilha saiu do grupo para seguir carreira solo. Em seu lugar entrou o integrante Marcelo Souza, que fazia a voz de Ilha nas canções nos shows. 

## Antecedentes
O grupo Polegar iniciou sua carreira fonográfica em 1989, com o lançamento de seu primeiro álbum de estúdio, autointitulado. O LP se converteu em um dos maiores êxitos de 1989, com vendas superiores a 250 mil cópias, o que o tornou elegível para uma disco de platina. Nesse contexto, o grupo emplacou dois sucessos nas rádios brasileiras, com as músicas: "Dá pra Mim" e "Ando Falando Sozinho". O sucesso rendeu uma participação no filme de Os Trapalhões, intitulado Uma Escola Atrapalhada, no qual contracenaram com artistas como Angélica, Supla, Selton Mello, Maria Mariana e Leonardo Bricio.

## Produção e lançamento
A gravadora queria aproveitar o bom momento, para lançar seu segundo álbum de estúdio. O trabalho foi produzido por Ed Wilson e contou com versões e composições de músicos prestigiados, como Edgard Poças.
Após os trabalhos de divulgação, Marcelo Souza substituiu Rafael Ilha, que saiu do grupo para fazer carreira solo. Souza tinha apenas 15 anos de idade e foi selecionado após fazer testes de áudio e vídeo, nos quais concorreu com cerca de 100 rapazes.

## Singles
- Ela Não Liga foi o carro-chefe do álbum e foi performada em vários programas de TV, tais como o Domingão do Faustão.[6] A música se tornou um dos maiores sucessos da carreira do grupo, e apareceu entre as dez mais executadas em diversas rádios brasileiras, a saber: na parada musical do jornal Correio Braziliense, publicada em 20 de janeiro de 1991, apareceu no Top 10 da 105 FM.[7] Na lista do Jornal do Commercio, referente as execuções na Rádio Baré, atingiu a posição de número 9.[8] Na lista Faixa Quente, do Jornal do Brasil, apareceu na posição de número 9, por suas execuções na rádio FM 105.[9]

## Desempenho comercial
Em 9 de maio de 1991, o jornal niteroiense O Fluminense, publicou que em cinco meses o grupo já tinha conseguido um disco de ouro com o álbum e estava a caminho de mais um disco de platina. De acordo com a revista Manchete, edição de 26 de setembro de 1998, o álbum recebeu um disco de platina, sendo o segundo do grupo a atingir tal feito.

## Lista de faixas
- Créditos adaptados do encarte do LP Polegar, de 1990.[12]

| N.º            | Título                                         | Compositor(es)                 | Duração |  |
| 1.             | "Ela Não Liga" (Soy Un Desastre)               | Lara Manarrez Edgard Poças     | 3:40    |  |
| 2.             | "Estou Ficando Louco" (Me Estoy Volvendo Loca) | G. Méndez Guiu Poças           | 2:55    |  |
| 3.             | "Quero Mais" (Dame Más)                        | Pedro Gely Poças               | 3:41    |  |
| 4.             | "Cena de Amor"                                 | Ed Wilson Carlos Pedro         | 3:55    |  |
| 5.             | "Já Cansei" (It's Too Late)                    | Bobby Goldsboro Rossini Pinto  | 2:48    |  |
| 6.             | "Fogo do Amor" (Corro, Vuelo, Me Acelero)      | Amparo Rubin Tagle Pedro       | 3:39    |  |
| 7.             | "Fera"                                         | Carlos Colla                   | 3:50    |  |
| 8.             | "Só Pra Mim" (Sólo Para Mí)                    | Aureo Baqueiro Serginho Bastos | 3:00    |  |
| 9.             | "Viva a Vida" (Vive La Vida)                   | Marcos Flores Poças            | 2:51    |  |
| 10.            | "Tô Ligado"                                    | Terry Winter Nil Bernardes     | 2:39    |  |
| Duração total: | Duração total:                                 | Duração total:                 | 30:38   |  |

## Certificações e vendas
| Região                                         | Certificação | Vendas/distribuição |
| ---------------------------------------------- | ------------ | ------------------- |
| Brasil (PMB)                                   | Platina      | 250.000*            |
| *distribuições baseadas apenas na certificação |              |                     |